# سلفين
سلفينيل ميثان أو سلفين هو مركب عضوي له الصيغة الجزيئية H2CSO. السلفينات هي مركبات كيميائية ذات التركيب العام XY=SO. ويعتبر السلفين أبسطها.